# Памятник Льву Толстому (Москва, Девичье поле)
Памятник Льву Толстому на Девичьем поле — масштабный памятник классику русской литературы, писателю Льву Толстому перед сквером Девичьего поля в Москве.
«Девичье поле» — один из исторических парков Москвы, находящийся в 15 минутах пешком от станций метро «Парк культуры» и «Фрунзенская», в сотне метров от Садового кольца, за зданием Счётной палаты, в начале Большой Пироговской улицы, ведущей к Новодевичьему монастырю.
Место для памятника выбрано не случайно, поскольку в соседнем Хамовническом переулке (ныне улица Льва Толстого) Лев Толстой проживал с семьёй в собственном деревянном доме с садом, в котором сегодня расположен его музей. Уже вскоре после революции возникла идея увековечить память писателя установкой памятника — в рамках Ленинского плана монументальной пропаганды. Скульптор С. Д. Меркуров предложил свой, уже готовый памятник, который был одобрен комиссией во главе с Луначарским и установлен в торце сквера Девичьего поля в 1928 году.

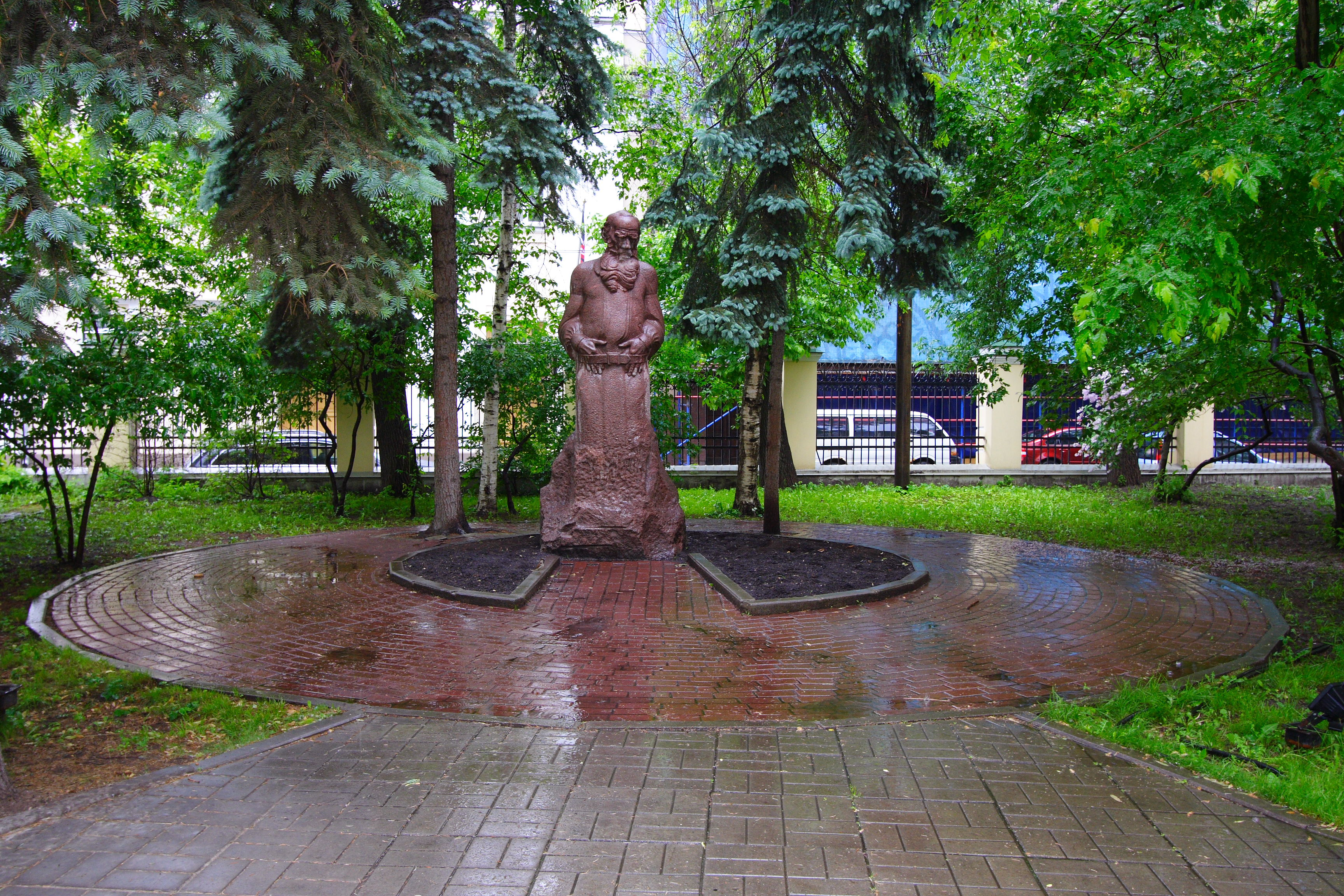
Прежний памятник, перенесённый на Пречистинку

Однако со временем камерный и философский по трактовке образа памятник Меркурова был признан недостаточно монументальным. В 1972 году он был перенесён во двор второго здания Государственного музея Толстого на улице Пречистенка, где стоит и сегодня, причём видно его исключительно из двора.
На месте прежнего памятника в том же году был открыт другой, созданный скульптором А. М. Портянко, который быстро стал наиболее известным из трёх памятников Льву Толстому в Москве (третий расположен во дворе так называемого дома Ростовых на Поварской улице, причём, несмотря на то, что парадный двор усадьбы развёрнут к улице, и этот памятник прохожим почти не видно).
В отличие от своих «конкурентов», памятник Льву Толстому на Девичьем поле отличается выигрышным расположением — посередине широкой площади, перед обрамлённым двумя улицами входом в сквер. Площадка вокруг памятника вымощена плиткой, перед ним устроены клумбы с цветами, к памятнику (и скверу) ведёт с двух сторон наземный переход.
По мнению критиков, данный памятник Льву Толстому поражает монументальностью исполнения. Огромный по размерам, примерно в три раза больше человеческого роста, он вырублен из дикого серого камня. Толстой изображён сидящим в кресле, однако более похоже, что он буквально вырастает из гранита. Одеяние Толстого представлено в виде хламиды, спадающей вниз. Руки и лицо писателя напряжены, огромная борода складками расходится по хламиде.
Памятник сразу обращает на себя внимание и фигурирует в многочисленных путеводителях и описаниях достопримечательностей Москвы. Из них можно, в частности, узнать, что памятник был открыт 8 сентября, в канун 144-го дня рождения писателя, а в его создании, кроме скульптора, приняли участие архитекторы Владимир Вячеславович Богданов и Виталий Петрович Соколов.
Скульптор А. М. Портянко говорил:
В основу своего замысла я положил слова В. И. Ленина о Толстом, которые приводит в своих воспоминаниях Максим Горький: «— Какая глыба, а? Какой матерый человечище! Вот это, батенька, художник…»